# Hambergen
Hambergen is een gemeente in de Duitse deelstaat Nedersaksen. De gemeente maakt deel uit van de Samtgemeinde Hambergen in het Landkreis Osterholz.
Hambergen telt 5.631 inwoners.
- Gemeinsame Normdatei: 4023117-3
- MusicBrainz: f712072f-d6bf-4470-bf14-0703e5bcf574
- Nationale Bibliotheek van Tsjechië: ge1135349
- Virtual International Authority File: 244964639

Axstedt · 
Grasberg · 
Hambergen · 
Holste · 
Lilienthal · 
Lübberstedt · 
Osterholz-Scharmbeck · 
Ritterhude · 
Schwanewede · 
Vollersode · 
Worpswede